# Jordan Hayes

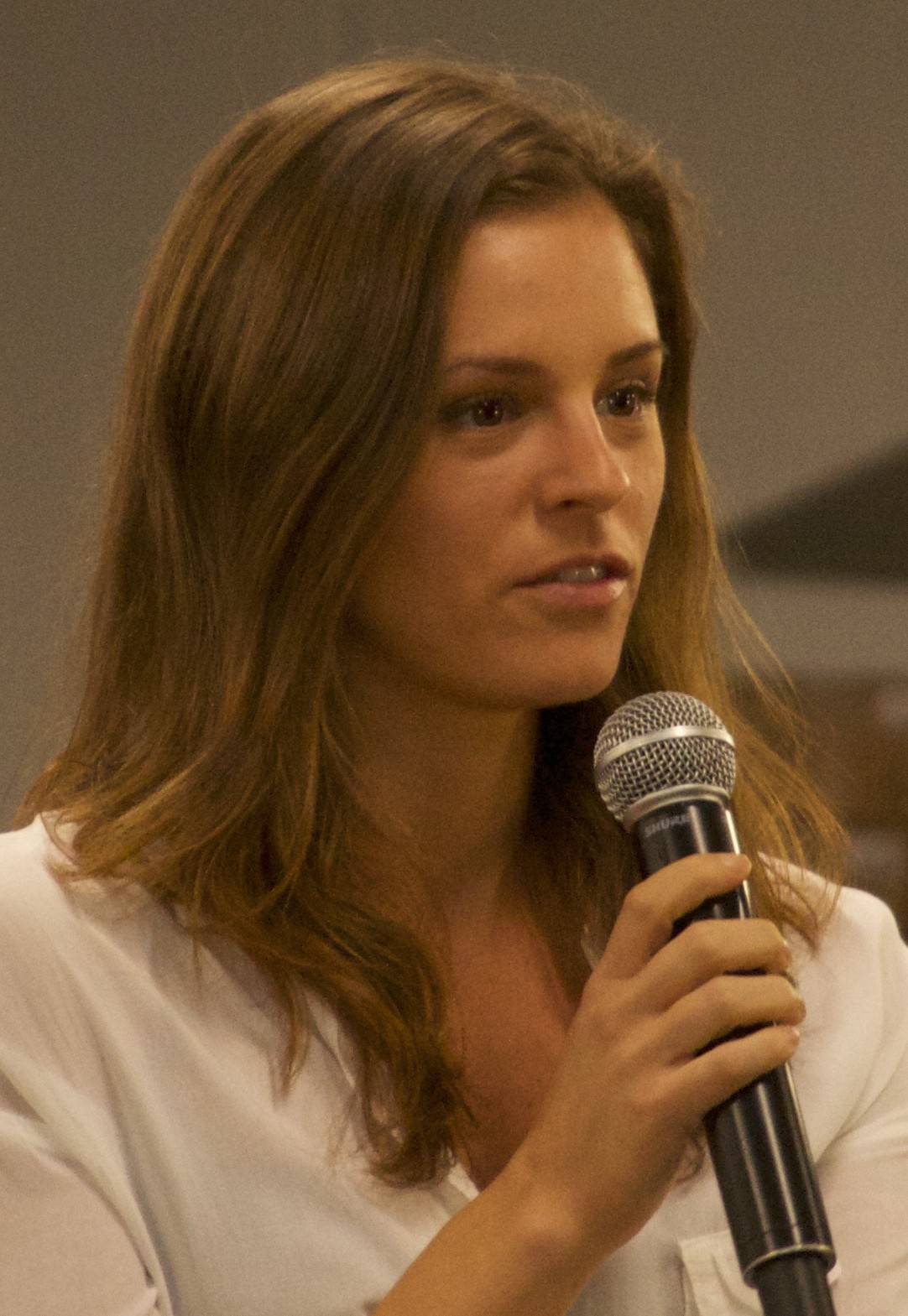
Jordan Hayes

Jordan Hayes (* 14. Juni 1987 in Montreal, Québec) ist eine kanadische Schauspielerin. Im deutschsprachigen Raum ist sie vor allem durch ihre Rolle der Dr. Sarah Jordan in der Serie Helix bekannt. Des Weiteren hatte sie Rollen in den Filmen House at the End of the Street und The F-Word – Von wegen nur gute Freunde! inne.

## Leben
Jordan Hayes wurde in Montreal geboren, wobei sie sich zuerst für das Fußballspielen begeisterte, bevor sie den Weg zum Theater einschlug. Zuvor hatte sie sich an einem Vorstudium in Medizin versucht.

## Filmografie

### Filme
- 2008: Dissolved Girl (Kurzfilm)
- 2008: Maybe Tomorrow (Kurzfilm)
- 2009: Dead Men Play No Blues (Kurzfilm)
- 2010: Nostrum
- 2011: Exit Humanity
- 2011: Hidden 3D
- 2012: House at the End of the Street
- 2013: Lay Over (Kurzfilm)
- 2013: The F-Word – Von wegen nur gute Freunde! (The F Word)
- 2015: Milwaukee

#### Fernsehen
- 2009: Ghostly Encounters (Fernsehserie, eine Folge)
- 2010: Being Erica – Alles auf Anfang (Being Erica, Fernsehserie, eine Folge)
- 2010: Nikita (Fernsehserie, eine Folge)
- 2011: Mayday – Alarm im Cockpit (Mayday, Fernsehserie, eine Folge)
- 2011: Flashpoint – Das Spezialkommando (Flashpoint, Fernsehserie, eine Folge)
- 2012: The Firm (Fernsehserie, eine Folge)
- 2012: Crisis Point – Kritischer Punkt (Crisis Point, Fernsehfilm)
- 2013: Transporter: Die Serie (Transporter: The Series, Fernsehserie, Folge: Im Namen der Ehre)
- 2014–2015: Helix (Fernsehserie, 26 Folgen)
- 2017: Conviction (Fernsehserie)